# Anja Mittag
Anja Mittag, född den 16 maj 1985 i Karl-Marx-Stadt (nuvarande Chemnitz) i dåvarande Östtyskland, är en tysk fotbollsspelare. Hon har vunnit EM 2005 och 2009 samt VM 2007 med tyska damlandslaget. Vid OS i Peking 2008 fick hon bronsmedalj med det tyska OS-laget.

## Klubbkarriär
Anja Mittag hade spelat 9,5 år med FC Turbine Potsdam i Frauen-Bundesliga när hon år 2012 värvades till dåvarande LdB FC Malmö (nuvarande FC Rosengård) i Damallsvenskan. Inför säsongen 2014 förlängde FC Rosengård kontraktet med 2,5 år. Till säsongen 2015/2016 bytte Mittag klubb till den franska klubben Paris Saint-Germain Féminines. Hon återvände sedan till hemlandet för spel i Wolfsburg. Den sista mars 2017 stod det klart att Mittag återvänder till malmöitiska Rosengård i Damallsvenskan.
Den 13 maj 2019 meddelade Mittag att hon avslutar karriären tre dagar senare. Under hösten 2019 blev Mittag klar som spelande tränare för RB Leipzig.

## Landslagskarriär
Vid VM 2015 utsågs Mittag till tredje bästa målskytt och mottog FIFA:s utmärkelse Bronsskon.

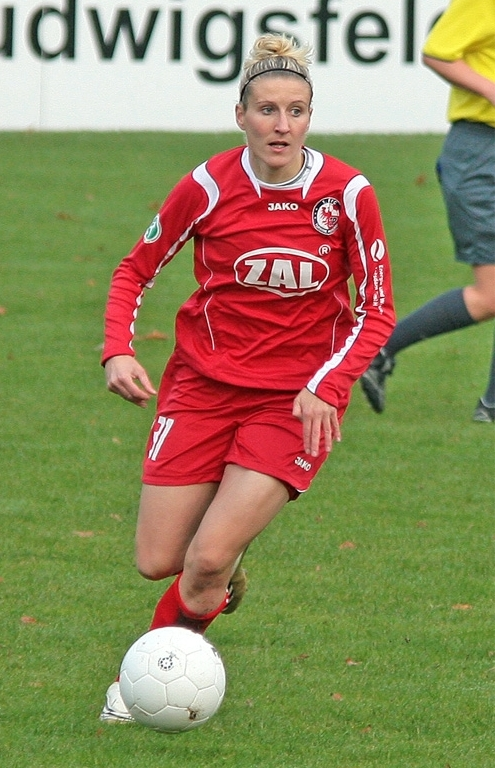
Anja Mittag 2009.

## Meriter

### Klubblag
1. FFC Turbine Potsdam
- Bundesliga:  tysk mästarinna 2003/2004, 2005/2006, 2008/2009, 2009/2010, 2010/2011
- DFB-Pokal: tysk cupmästarinna 2003/2004, 2004/2005, 2005/2006
- Uefa Women's Champions League: Champions Leaguemästarinna 2004/2005, 2009/2010

FC Rosengård
- Damallsvenskan: svensk mästarinna 2013, 2014
- Svenska Supercupen: supercupmästarinna 2012, 2015

### Landslag
- Världsmästerskap:Guld 2007
- Europamästerskap: Guld 2005, guld 2009, guld 2013
- Olympiska spel: Brons 2008, guld 2016
- Algarve Cup: Vinnare 2006, 2012, 2014
- U20-världsmästerskap: Guld 2004
- U19-europamästerskap: Guld 2002

### Individuella utmärkelser
- Årets spelare i damallsvenskan 2012,[8] 2014[9]
- 2012 Årets Ebba, Elitföreningen Damfotbolls utmärkelse till den mest värdefulla spelaren i Damallsvenskan.
- 2012 Årets allsvenska spelare, Fotbollsgalan
- 2012 Årets anfallare, Fotbollsgalan
- Skyttedrottning i Damallsvenskan: 2012, 2014
- Världsmästerskap: Bronsskon 2015
- Fritz-Walter-medaljen (bästa unga spelare): Guld 2005[10]